# Francisco de Salinas
Francisco de Salinas (ur. 1 marca 1513 w Burgos, zm. 13 stycznia 1590 w Salamance) – hiszpański organista i teoretyk muzyki.

## Życiorys
W dzieciństwie uczył się gry na organach i śpiewu, opanował też łacinę i grekę. W wieku 10 lat stracił wzrok. Od 1523 do 1548 roku studiował z przerwami na uniwersytecie w Salamance. W 1538 roku odbył podróż do Rzymu u boku kardynała Pedro Sarmiento, uzyskał wówczas święcenia kapłańskie oraz roczną pensję od papieża Pawła III. Utrzymywał kontakt z Franceskiem da Milano. W latach 1553–1558 był organistą w służbie hiszpańskich wicekrólów Neapolu. Od 1559 roku pełnił funkcję organisty w katedrze w Sigüenzy, a od 1563 roku w Leónie. W latach 1567–1587 wykładał teorię i praktykę muzyczną na uniwersytecie w Salamance.
Był autorem traktatu De musica libri septem (Salamanka 1577, 2. wyd. 1592). Dzięki pomocy lektora zdołał poznać dzieła starogreckich teoretyków muzyki i jako jeden z pierwszych uczonych zachodnich wykorzystał w pełni ich dorobek w swoich rozważaniach. Dokonał rozróżnienia utożsamianych do tej pory tonoi (transponowalnych układów następstw interwałów) i harmoniai (gatunków oktawowych). Wyraził pogląd, że 12 skal muzycznych zachodniego systemu modalnego wywodzi się z greckich 6 harmoniai. Muzyce przypisywał donośną rolę społeczną i uważał ją za naukę łączącą świadectwo rozumu i zmysłów. Opowiadał się za weryfikowaniem obliczeń matematycznych w muzyce za pomocą słuchu, w przeciwieństwie do wielu ówczesnych teoretyków. Traktat Salinasa zawiera również cenne przykłady tekstowo-melodyczne XVI-wiecznej muzyki hiszpańskiej.
Luis de León dedykował mu swoją Oda a Salinas.